# Beat Wismer

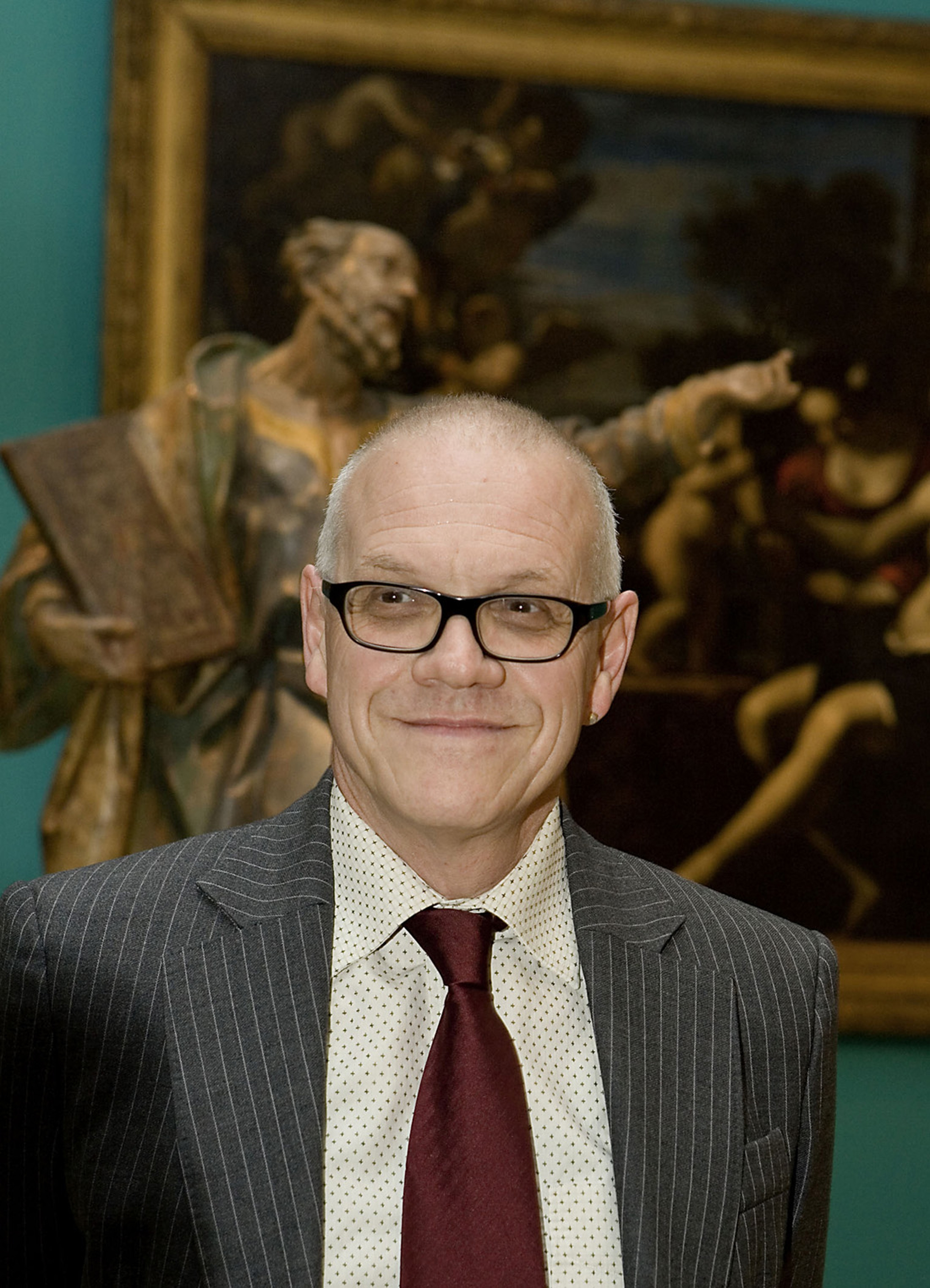
Beat Wismer (2006)

Beat Wismer (* 23. April 1953 in Ruswil) ist ein Schweizer Kunsthistoriker. Er war von 1985 bis 2007 Direktor des Aargauer Kunsthauses, von 2007 bis 2017 Generaldirektor des Museums Kunstpalast in Düsseldorf.

## Leben
Wismer studierte von 1973 bis 1980 an der Universität Basel Kunstgeschichte mit den Nebenfächern Politische Philosophie und Volkskunde. Er schloss sein Lizenziat mit der Bewertung summa cum laude ab. 1977 wurde er Hilfsassistent am Archiv für Schweizerische Kunstgeschichte in Basel. 1981 war er wissenschaftlicher Assistent am Kunstmuseum Luzern bei Martin Kunz, und er assistierte bei Stanislaus von Moos am Lehrstuhl für moderne und zeitgenössische Kunst der Universität Zürich. 1983/84 folgten Lehraufträge an der Universität Zürich.
Wismer war von 1985 bis 2007 Direktor des Aargauer Kunsthauses in Aarau. Die NZZ attestierte ihm: Er hat das Aargauer Kunsthaus zur ersten Adresse für moderne und zeitgenössische Kunst der Schweiz ausgebaut. Seine Institution stand in dem Ruf, eine inoffizielle Nationalgalerie zu sein. Zu seinem Abschied verlieh ihm die Stadt Aarau den Aarauer Kulturpreis.
Von 2007 bis 2017 leitete er als Generaldirektor das Museum Kunstpalast in Düsseldorf.
Wismer kuratierte zahlreiche Ausstellungen und Publikationen zu moderner und zeitgenössischer Kunst sowie zur Schweizer Kunst, zum Beispiel Equilibre–Gleichgewicht, Äquivalenz und Harmonie in der Kunst des 20. Jahrhunderts 1993, Wolkenbilder. Von William Turner bis Gerhard Richter 2005 sowie Per Kirkeby. Kristall. Reflexionen, Beziehungen und Bezüge im Jahr 2006.
Er nahm an diversen Symposien im In- und Ausland teil und war Mitglied zahlreicher Jurys. Seit 1983 war und ist Wismer Mitglied in verschiedenen Kommissionen, Stiftungen und Verbänden, unter anderem wurde er Mitglied der Association Internationale des Critiques d’Art und des Schweizerischen Werkbunds. Bis 2001 war er Mitglied der Schweizer Kulturstiftung Pro Helvetia.
Wismer trat zum 1. Oktober 2017 seinen Ruhestand an. Sein Nachfolger als Generaldirektor der Stiftung Museum Kunstpalast wurde Felix Krämer.
Beat Wismer lebt in Zürich. Er ist verheiratet und hat zwei Töchter (* 1981 und 1984), von denen die erstgeborene, Maja Wismer, seit 2020 das Basler Kunstmuseums Gegenwart leitet.

## Publikationen (Auswahl)
- Mondrians ästhetische Utopie. Lit, Baden 1985, ISBN 3-906700-04-6 (Publikation der überarbeiteten Lizentiatsarbeit).
- Ricco 1915–1972. Aargauer Kunsthaus, Aarau 1988, ISBN 3-905004-04-6 (Katalog zur Ausstellung im Aargauer Kunsthaus Aarau [15.5.–26.6.1988])
- Anmerkungen zur Geschichte der Aargauischen Kunstsammlung. In: Da Füssli a Hodler. Pittura svizzera dall’Illuminismo al Moderno dalle collezioni del Museo Cantonale di Aarau. Electa, Milano 1992, ISBN 88-435-3955-8 (Katalog zur Ausstellung im Museo d’Arte Moderna di Ca’ Pesaro, Venedig; neben der Einleitung diverse Künstlermonographien von B.W.).
- Beat Wismer (Hrsg.): Karo-Dame: konstruktive, konkrete und radikale Kunst von Frauen von 1914 bis heute, Verlag Lars Müller, Baden, 1995, ISBN 3-906700-95-X
- Zur Rolle der Zeichnung im Schaffen von Helmut Federle. In: Helmut Federle: Black Series I + II und Nachbarschaft der Farben, Herausgegeben von B.W. Aargauer Kunsthaus, Aarau 1998, ISBN 3-907044-77-0 (Publikation zur gleichnamigen Wanderausstellung 1998/99; verantwortlich für Ausstellung und Publikation: B.W.).
- Sibylle Omlin, Beat Wismer (Hrsg.): Das Gedächtnis der Malerei – Ein Lesebuch zur Malerei im 20. Jahrhundert. Aargauer Kunsthaus Aarau/Verlag der Buchhandlung Walther König, Köln 2000 (2. Auflage 2001), ISBN 3-88375-436-6 (Publikation zur gleichnamigen Ausstellung; verantwortlich für Ausstellung und Publikation: B.W.).
- Das noch Mögliche. In: Albrecht Schnider: Das noch Mögliche. Herausgegeben vom Aargauer Kunsthaus. Verlag für moderne Kunst, Nürnberg 2006, ISBN 978-3-938821-69-5.
- Die letzten Bilder vom Maler. In: Franz Müller (Hrsg.): Martin Disler. Herausgegeben vom Schweizerischen Institut für Kunstwissenschaft. Verlag Scheidegger & Spiess, Zürich 2006, ISBN 978-3-85881-179-0 (anlässlich der Retrospektive von Martin Disler im Aargauer Kunsthaus 2007; verantwortlich für die Ausstellung: B.W.).
- Zerbrechliche Schönheit. Glas im Blick der Kunst. Hatje Cantz, Ostfildern 2008, ISBN 978-3-7757-2135-6 (Publikation zur gleichnamigen Ausstellung; verantwortlich für Ausstellung und Publikation: B.W.).
- Diana und Actaeon. Der verbotene Blick auf die Nacktheit. Hatje Cantz, Ostfildern 2008, ISBN 978-3-7757-2357-2 (Publikation zur gleichnamigen Ausstellung; verantwortlich für Ausstellung und Publikation: B.W.).
- El Greco und die Moderne. Hatje Cantz, Ostfildern 2012, ISBN 978-3-7757-3326-7 (Publikation zur gleichnamigen Ausstellung; verantwortlich für Ausstellung und Publikation: B.W.).